# Dalila Pereira da Costa
Dalila Pereira da Costa (Porto, 4 de Março de 1918 – Porto, 2 de Março de 2012) foi uma escritora, ensaísta e poetisa portuguesa.
Integrou o Grupo da Filosofia Portuguesa, escola filosófica fundada por Álvaro Ribeiro e José Marinho, da qual fazem parte nomes como António Quadros, António Braz Teixeira, Afonso Botelho, Pinharanda Gomes, Orlando Vitorino e António Telmo. 
É considerada um dos grandes vultos da cultura portuguesa contemporânea.

## Biografia
Dalila Pereira da Costa formou-se em Ciências Histórico-Filosóficas, em 1944, na Universidade de Coimbra, tendo sido aluna de Joaquim de Carvalho, Damião Peres (1889-1976) e de Torquato de Sousa Soares (1903-1988), entre outros.
Entre 1959 e 1965 viveu em São Paulo, Brasil, perto da Avenida Paulista. Durante alguns anos morou na Bélgica, mas regressaria para viver na cidade que a viu nascer, o Porto., onde se dedicou a uma vida de recolhimento contemplativo e reflexão filosófica, com particular interesse pela explicação de símbolos e mitos da cultura portuguesa. Autora de uma obra que abrange vários domínios (da poesia à hermenêutica pessoana, passando por escritos de cariz esotérico e religioso), deixou colaboração literária dispersa em diversas publicações periódicas.
Integrou a direcção da revista Nova Renascença, fundada no Porto por José Augusto Seabra e pertenceu ao movimento que tomou o mesmo nome.
Participou em muitos Colóquios e foi Conferencista perante audiências que sempre valorizaram o seu pensamento.

## Filosofia
Segundo Rui Lopo,
| “ | […] Dalila Pereira da Costa identifica na tradição cultural portuguesa uma predestinação teleológica ecuménica que seria visível principalmente na acção e obra dos poetas e pensadores da Renascença Portuguesa. Reflectindo, sobretudo, a partir do Cristianismo, estes autores teriam previsto, antecipado e proposto uma transformação histórica no sentido de um universalismo real por vir. Esta mutação futura consistiria num esforço comparável à aventura da Descoberta. Desta feita, porém, a questão já não se prenderia com uma expansão ou dilatação (de Fé e Império) do que se é, ou mesmo com uma simples apropriação do que se encontre (e que nos manteria numa horizontalidade dada) mas fundamentalmente com uma vertical ou tração: isto é, tratar-se-ia de acolher entre todas as tradições espirituais da humanidade aqueles elementos de plenificante sentido, isto é, os mais matriciais de futuro em fecundidade sempre nova e diferente; seria agora então o momento de actualizar aquilo que mais nos possa superar, operando uma mutação, que consiste na sobre-humanização ou divinização do homem, no ultrapassamento da condição mental ainda dominante. A isto a autora denomina como uma missão antropológica transcendente, uma destinação antropocósmica. Assim, as tradições espirituais da humanidade serviriam de anúncio e programa de transformação emocional e mental, de metamorfose anímica e espiritual. | ” |

## Obra
- O esoterismo de Fernando Pessoa, Lello Editores, 1971, 1996. ISBN 9789724809670
- A força do Mundo, Lello Editores, 1972. ISBN 9789724809687
- Encontro na Noite, Lello Editores, 1973. ISBN 9789724809694
- Duas Epopeias das Américas, Lello Editores, 1974. ISBN 9789724809700
- Introdução à Saudade, juntamente com Pinharanda Gomes, Lello & Irmão, Porto, 1976. ISBN 9789724809717
- A Nova Atlântida, Lello Editores, 1977. ISBN 9789724809724
- A Nau e o Graal, Lello Editores, 1978. ISBN 9789724809731
- Orpheu, Portugal e o homem do futuro (1978)
- Os Jardins da Alvorada, Lello Editores, 1981. ISBN 9789724809748
- A cidade e o rio (1982 )
- Elegias da terra-mãe (1983)
- Da Serpente à Imaculada, Lello Editores, 1984. ISBN 9789724809755
- Místicos portugueses do século XVI, Lello Editores, 1986. ISBN 9789724809762
- Gil Vicente e sua época, Guimarães Editores, 1989. ISBN 9789726651468
- Ladainha de Setúbal, Lello Editores, 1989. ISBN 9789724809779
- Os sonhos: porta de conhecimento (1991)
- O Novo Argonauta (E a Ilha Firme), Fundação Lusíada, 1996, 2005. ISBN 9789729450105
- Entre desengano e esperança: ensaios portugueses Lello Editores, 1996. ISBN 9789724816890
- D. Sebastião, El-Rei ungido: Rei eleito (1996)
- A mensagem messiânica. Incluído em Fernando Pessoa- Mensagem - Poemas esotéricos, edição coordenada por José Augusto Seabra, Madrid, 1996.[4] ISBN 84-89666-27-X
- Os instantes, Lello editores, 1999. ISBN 9789724817750
- Os instantes nas estações da vida (1999)
- Dos Mundos Contíguos, Lello Editores, 1999. ISBN 9789724817767
- Mensagens do Anjo da Aurora (2000)
- Portugal Renascido, Fundação Lusíada, 2001. ISBN 9789729450303
- Hora da prima, Fundação Lusíada, 2005. ISBN 9789729450044
- Contemplação dos Painéis, Lello Editores, 2005. ISBN 9789724818412
- Espirituais Portugueses - Antologia, Fundação Lusíada, 2005. ISBN 9789729450020
- As Margens Sacralisadas do Douro Através de Vários Cultos, Lello editores, 2006. ISBN 9789724818481

## Publicações e trabalhos sobre Dalila Pereira da Costa
- SAMUEL, Paulo. Dalila Pereira da Costa e as Raízes Matriciais da Pátria (Actas do Colóquio). Fundação Lusíada, 2005 ISBN 9789729450181. Idem, nota biográfica e bibliográfica sobre Dalila Pereira da Costa in Os Instantes (1999).
- Diversos autores. Actas do III Colóquio Luso-Galaico sobre a Saudade - Em Homenagem a Dalila Pereira da Costa. Zéfiro, 2009. ISBN 9789728958732 [5][6]
- Programa da Rádio Lusophónica, do Leitorado do Instituto Camões da Universidade de Salzburgo, sobre Dalila Pereira da Costa.[7]
- LOPO, Rui. A Leitura do Budismo na obra de Dalila Pereira da Costa, publicado na Revista Lusófona da Ciência das Religiões - ano VI, 2007, nº 11, págs 199-210.[3]
- QUADROS, António. A Obra Visionária e Mística de Dalila Pereira da Costa. Apresentação do livro de poesia O Novo Argonauta (e a Ilha Firme), de Dalila Pereira da Costa. [8]
- MOURÃO, José Augusto. Recensão crítica a 'Espirituais Portugueses. Antologia', de Dalila da Costa Pereira. in Revista Colóquio/Letras. Recensões Críticas, n.º 134, Out. 1994, p. 156. [9]